# Dicranum longicylindricum
Dicranum longicylindricum är en bladmossart som beskrevs av Gao Chien och Cao Tong 1992. Dicranum longicylindricum ingår i släktet kvastmossor, och familjen Dicranaceae. Inga underarter finns listade i Catalogue of Life.